# IC 5128
IC 5128 ist eine linsenförmige Galaxie mit ausgedehnten Sternentstehungsgebieten vom Hubble-Typ S0/a im Sternbild Kranich am Südsternhimmel. Sie ist schätzungsweise 212 Millionen Lichtjahre von der Milchstraße entfernt und hat einen Durchmesser von etwa 70.000 Lj.
In dieser Galaxie wurde die Typ-Ib-Supernova SN 2014bt beobachtet.
Das Objekt wurde am 24. Juli 1897 von Lewis Swift entdeckt.